# UFC on Fox: Diaz vs. Miller
UFC on Fox: Diaz vs. Miller (também conhecido como UFC on Fox 3) é o próximo evento de artes marciais mistas organizado pelo Ultimate Fighting Championship.  Enquanto não anunciado oficialmente pela organização, o evento é esperado para ocorrer em 5 de maio de 2012 no IZOD Center em  East Rutherford, New Jersey.

## Bônus da Noite
Os lutadores receberam US$ 65 mil em bônus.
- Luta da Noite:  Louis Gaudinot vs.  John Lineker
- Nocaute da Noite:  Lavar Johnson
- Finalização da Noite:  Nate Diaz